# Georgi Sokolov
Georgi Sokolov detto Sokoleto (in bulgaro Георги Соколов "Соколето"?; 19 giugno 1942 – 27 giugno 2002) è stato un calciatore bulgaro, di ruolo attaccante.

## Palmarès

### Club

#### Competizioni nazionali
- Campionato bulgaro: 1

Levski Sofia: 1964-1965
- Copa di Bulgaria: 1

Levski Sofia: 1966-1967